# Phil Dent
Phil Dent (* 14. Februar 1950 in Sydney) ist ein ehemaliger australischer Tennisspieler.

## Karriere
Er gewann in seiner Karriere drei Turniere im Einzel und 25 im Doppel und spielte für Australien im Davis Cup.
Die größte Erfolge feierte er mit seinem langjährigen Doppelpartner John Alexander, mit dem er die Australian Open 1975 und 22 weitere Turniere gewann und das Finale der French Open und von Wimbledon erreichte.
Seinen zweiten Grand-Slam-Titel holte er 1976 im US Open Mixed Bewerb an der Seite von Billie Jean King.

### Davis Cup
Dent bestritt zwischen 1969 und 1982 acht Begegnungen im Einzel und elf im Doppel. Er gewann sechs von acht bzw. sieben von elf Spielen.

## Privates
Er ist Vater von Taylor Dent, der ebenfalls Tennisprofi war.

## Erfolge
| Legende                      |
| Grand Slam (1)               |
| Masters Grand Prix           |
| Grand Prix Super Series      |
| Grand Prix World Series (27) |
| ATP Challenger Tour (1)      |

| ATP-Titel nach Belag |
| Hartplatz (5)        |
| Sand (10)            |
| Rasen (6)            |
| Teppich (7)          |

### Einzel

#### Turniersiege
| Nr. | Datum             | Turnier    | Belag | Finalgegner    | Ergebnis      |
| --- | ----------------- | ---------- | ----- | -------------- | ------------- |
| 1.  | 11. Januar 1971   | Sydney (1) | Rasen | John Alexander | 6:3, 6:4, 6:4 |
| 2.  | 8. Oktober 1979   | Brisbane   | Rasen | Ross Case      | 7:6, 6:2, 6:3 |
| 3.  | 17. Dezember 1979 | Sydney (2) | Rasen | Hank Pfister   | 6:4, 6:4, 7:5 |

#### Finalteilnahmen
| Nr. | Datum             | Turnier         | Belag     | Finalgegner         | Ergebnis                |
| --- | ----------------- | --------------- | --------- | ------------------- | ----------------------- |
| 1.  | 23. Januar 1971   | Melbourne       | Rasen     | Alexander Metreweli | 4:6, 2:6                |
| 2.  | 24. Dezember 1973 | Australian Open | Rasen     | Jimmy Connors       | 6:7, 4:6, 6:4, 3:6      |
| 3.  | 16. Dezember 1974 | Sydney          | Rasen     | Tony Roche          | 6:7, 6:4, 6:3, 2:6, 6:8 |
| 4.  | 23. Februar 1976  | Fort Worth      | Hartplatz | Guillermo Vilas     | 7:64, 1:6, 1:6          |
| 5.  | 11. Oktober 1976  | Brisbane (1)    | Rasen     | Mark Edmondson      | 6:3, 4:6, 4:6, 4:6      |
| 6.  | 25. Oktober 1976  | Perth           | Teppich   | Ray Ruffels         | 0:6, 6:4, 6:2, 3:6, 2:6 |
| 7.  | 28. Januar 1980   | San Juan        | Hartplatz | Raúl Ramírez        | 3:6, 2:6                |
| 8.  | 6. Oktober 1980   | Brisbane (2)    | Rasen     | John McEnroe        | 3:6, 4:6                |

### Doppel

#### Turniersiege

##### ATP Tour
| Nr. | Datum              | Turnier             | Belag       | Doppelpartner  | Finalgegner                    | Ergebnis                |
| --- | ------------------ | ------------------- | ----------- | -------------- | ------------------------------ | ----------------------- |
| 1.  | 23. August 1970    | Kitzbühel           | Sand        | John Alexander | Željko Franulović Jan Kodeš    | 10:8, 6:2, 6:4          |
| 2.  | 17. Januar 1971    | Sydney              | Sand        | John Alexander | Mal Anderson Alex Metreweli    | 6:7, 2:6, 6:3, 7:6, 7:6 |
| 3.  | 11. Juli 1971      | Gstaad              | Sand        | John Alexander | John Newcombe Tom Okker        | 5:7, 6:3, 6:4           |
| 4.  | 26. September 1971 | Los Angeles (1)     | Hartplatz   | John Alexander | Frank Froehling Clark Graebner | 7:6, 6:4                |
| 5.  | 30. Juli 1972      | Louisville (1)      | Sand        | John Alexander | Arthur Ashe Bob Lutz           | 6:4, 6:3                |
| 6.  | 18. Februar 1973   | Toronto             | Teppich (i) | John Alexander | Roy Emerson Rod Laver          | 3:6, 6:4, 6:4, 6:2      |
| 7.  | 12. August 1973    | Cincinnati (1)      | Sand        | John Alexander | Brian Gottfried Raúl Ramírez   | 1:6, 7:6, 7:6           |
| 8.  | 3. März 1974       | Miami               | Teppich (i) | John Alexander | Tom Okker Marty Riessen        | 4:6, 6:4, 7:5           |
| 9.  | 14. April 1974     | Monte Carlo         | Sand        | John Alexander | Manuel Orantes Tony Roche      | 7:65, 4:6, 7:65, 6:3    |
| 10. | 1. Januar 1975     | Australian Open (1) | Rasen       | John Alexander | Bob Carmichael Allan Stone     | 6:3, 7:6                |
| 11. | 2. März 1975       | San Antonio         | Teppich (i) | John Alexander | Mark Cox Cliff Drysdale        | 7:6(2), 4:6, 6:4        |
| 12. | 18. Mai 1975       | Las Vegas           | Hartplatz   | John Alexander | Bob Carmichael Cliff Drysdale  | 6:1, 6:4                |
| 13. | 20. Juli 1975      | Chicago             | Teppich     | John Alexander | Mike Cahill John Whitlinger    | 6:3, 6:4                |
| 14. | 3. August 1975     | Cincinnati (2)      | Hartplatz   | Cliff Drysdale | Marcelo Lara Joaquín Loyo Mayo | 7:6, 6:4                |
| 15. | 19. Januar 1976    | Atlanta             | Teppich (i) | John Alexander | Wojciech Fibak Karl Meiler     | 6:3, 6:4                |
| 16. | 25. April 1976     | Denver              | Teppich (i) | John Alexander | Jimmy Connors Billy Martin     | 6:76, 6:2, 7:5          |
| 17. | 17. Juli 1977      | Cincinnati (3)      | Sand        | John Alexander | Bob Hewitt Roscoe Tanner       | 6:3, 7:6                |
| 18. | 24. Juli 1977      | Washington          | Sand        | John Alexander | Fred McNair Sherwood Stewart   | 7:5, 7:5                |
| 19. | 1. August 1977     | Louisville (1)      | Sand        | John Alexander | Chris Kachel Cliff Letcher     | 6:1, 6:4                |
| 20. | 18. Dezember 1977  | Sydney              | Rasen       | John Alexander | Ray Ruffels Allan Stone        | 7:6, 2:6, 6:3           |
| 21. | 16. Juli 1978      | Forest Hills        | Sand        | John Alexander | Fred McNair Sherwood Stewart   | 7:6, 7:6                |
| 22. | 24. September 1978 | Los Angeles (2)     | Teppich (i) | John Alexander | Fred McNair Raúl Ramírez       | 6:3, 7:6                |
| 23. | 15. Oktober 1978   | Brisbane            | Rasen       | John Alexander | Syd Ball Allan Stone           | 6:3, 7:6                |
| 24. | 7. Januar 1979     | Hobart              | Hartplatz   | Bob Giltinan   | Ion Țiriac Guillermo Vilas     | 8:6                     |
| 25. | 18. Januar 1982    | Guarujá             | Hartplatz   | Kim Warwick    | Carlos Kirmayr Cássio Motta    | 6:7, 6:2, 6:3           |

##### Challenger Tour
| Nr. | Datum          | Turnier | Belag | Doppelpartner | Finalgegner          | Ergebnis      |
| --- | -------------- | ------- | ----- | ------------- | -------------------- | ------------- |
| 1.  | 30. April 1979 | Parioli | Sand  | Dick Crealy   | Syd Ball Kim Warwick | 6:3, 3:6, 7:6 |

#### Finalteilnahmen
| Nr. | Datum              | Turnier                 | Belag         | Doppelpartner  | Finalgegner                      | Ergebnis                |
| --- | ------------------ | ----------------------- | ------------- | -------------- | -------------------------------- | ----------------------- |
| 1.  | 27. Januar 1970    | Australian Open (1)     | Rasen         | John Alexander | Bob Lutz Stan Smith              | 3:6, 6:8, 3:6           |
| 2.  | 2. August 1970     | Hilversum               | Sand          | John Alexander | Bill Bowrey Owen Davidson        | 3:6, 4:6, 2:6           |
| 3.  | 10. Oktober 1971   | Vancouver               | Teppich (i)   | John Alexander | Roy Emerson Rod Laver            | 7:5, 7:6, 0:6, 5:7, 6:7 |
| 4.  | 2. Juli 1972       | St. Louis (1)           | Hartplatz     | John Alexander | John Newcombe Tony Roche         | 6:7, 2:6                |
| 5.  | 1. Januar 1973     | Australian Open (2)     | Rasen         | John Alexander | Mal Anderson John Newcombe       | 3:6, 4:6, 6:7           |
| 6.  | 15. April 1973     | Brüssel                 | Teppich (i)   | John Alexander | Bob Lutz Stan Smith              | 4:6, 6:7                |
| 7.  | 3. Februar 1974    | Richmond                | Teppich (i)   | John Alexander | Nikola Pilić Allan Stone         | 3:6, 6:3, 6:7           |
| 8.  | 23. Februar 1975   | Fort Worth              | Hartplatz (i) | John Alexander | Bob Lutz Stan Smith              | 7:62, 6:7, 3:6          |
| 9.  | 20. April 1975     | Tokio                   | Teppich (i)   | John Alexander | Bob Lutz Stan Smith              | 4:6, 7:66, 2:6          |
| 10. | 15. Juni 1975      | French Open (1)         | Sand          | John Alexander | Brian Gottfried Raúl Ramírez     | 4:6, 6:2, 2:6, 4:6      |
| 11. | 10. August 1975    | North Conway            | Sand          | John Alexander | Haroon Rahim Erik van Dillen     | 6:7, 6:7                |
| 12. | 22. Februar 1976   | St. Louis (2)           | Teppich (i)   | John Alexander | Brian Gottfried Raúl Ramírez     | 4:6, 2:6                |
| 13. | 19. September 1976 | Woodlands               | Hartplatz     | Allan Stone    | Brian Gottfried Raúl Ramírez     | 1:6, 4:6, 7:5, 6:7      |
| 14. | 4. April 1977      | Jackson                 | Teppich       | Ken Rosewall   | Bob Hewitt Frew McMillan         | 2:6, 6:7                |
| 15. | 14. April 1977     | Houston                 | Sand          | John Alexander | Ilie Năstase Adriano Panatta     | 3:6, 4:6                |
| 16. | 9. Mai 1977        | Hamburg                 | Sand          | Kim Warwick    | Bob Hewitt Karl Meiler           | 6:3, 3:6, 4:6, 4:6      |
| 17. | 2. Juli 1977       | Wimbledon Championships | Rasen         | John Alexander | Ross Case Geoff Masters          | 3:6, 4:6, 6:3, 9:8, 4:6 |
| 18. | 11. Dezember 1977  | Adelaide                | Rasen         | John Alexander | Syd Ball Kim Warwick             | 6:3, 6:7, 4:6           |
| 19. | 31. Dezember 1977  | Australian Open (3)     | Rasen         | John Alexander | Ray Ruffels Allan Stone          | 6:7, 6:7                |
| 20. | 27. Februar 1978   | Memphis                 | Teppich       | John Newcombe  | Brian Gottfried Raúl Ramírez     | 6:3, 6:7, 2:6           |
| 21. | 29. Januar 1979    | Little Rock             | Hartplatz     | Colin Dibley   | Vitas Gerulaitis Vladimír Zedník | 7:5, 3:6, 5:7           |
| 22. | 1. April 1979      | Dayton                  | Teppich (i)   | Ross Case      | Cliff Drysdale Bruce Manson      | 6:3, 3:6, 6:7           |
| 23. | 10. Juni 1979      | French Open (2)         | Sand          | Ross Case      | Gene Mayer Sandy Mayer           | 4:6, 4:6, 4:6           |
| 24. | 16. Dezember 1979  | Adelaide                | Rasen         | John Alexander | Colin Dibley Chris Kachel        | 7:6, 6:7, 4:6           |
| 25. | 12. Oktober 1980   | Brisbane                | Rasen         | Rod Frawley    | John McEnroe Matt Mitchell       | 6:8                     |
| 26. | 1. Februar 1982    | Denver                  | Teppich       | Kim Warwick    | Kevin Curren Steve Denton        | 4:6, 4:6                |

### Mixed

#### Turniersiege
| Nr. | Datum             | Turnier | Belag | Doppelpartnerin  | Finalgegner               | Ergebnis      |
| --- | ----------------- | ------- | ----- | ---------------- | ------------------------- | ------------- |
| 1.  | 1. September 1976 | US Open | Sand  | Billie Jean King | Betty Stöve Frew McMillan | 3:6, 6:2, 7:5 |